# Карлін Дірксе ван дер Гевел
Карлін Дірксе ван дер Гевел  (нід. Carlien Dirkse van den Heuvel, 16 квітня 1987) — нідерландська хокеїстка на траві, олімпійська чемпіонка, чемпіонка світу, дворазова чемпіонка Європи.

## Виступи на Олімпіадах
| Олімпіада           | Дисципліна     | Місце |
| ------------------- | -------------- | ----- |
| Лондон 2012         | хокей на траві | 1     |
| Ріо-де-Жанейро 2016 | хокей на траві | 2     |

## Особисте життя
Карлін Дірксе ван дер Гевел відкрита лесбійка. Вона була у стосунках зі своєю напарницею по збірній Мартьє Паумен, проте згодом пара розійшлася.